# Stará Paka
Stará Paka (deutsch: Altpaka) ist eine Gemeinde in Tschechien. Sie liegt sechs Kilometer nordwestlich von Nová Paka und gehört zum Okres Jičín.

## Geschichte
Stará Paka wurde erstmals 1357 schriftlich erwähnt. Es ist nicht bekannt, wann die Besiedlung erfolgte. Der Ort gehörte zur Herrschaft Kumburk. Für 1790 ist eine Schule belegt.
1858 erhielt Stará Paka einen Bahnhof an der Bahnstrecke Pardubice–Liberec der Süd-Norddeutschen Verbindungsbahn. Mit dem Bau der Verbindung Velký Osek–Trutnov der Österreichischen Nordwestbahn wurde der Bahnhof Stará Paka 1870 zu einem wichtigen Bahnknoten. 1906 wurde noch die Lokalbahn von Mladá Boleslav (Jungbunzlau) in Betrieb genommen.

## Sehenswürdigkeiten

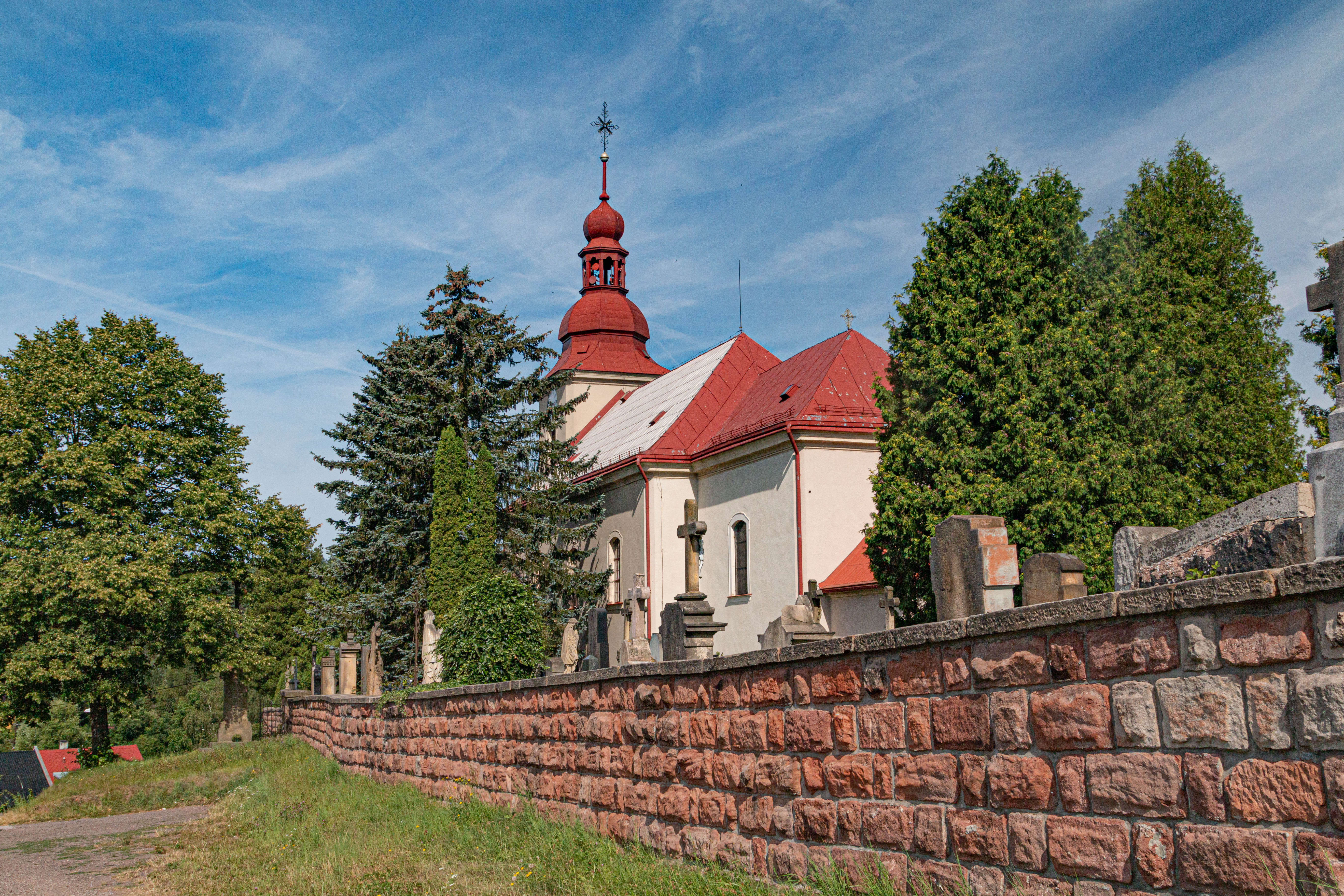
St.-Laurentius-Kirche

- Die St.-Laurentius-Kirche wurde 1754 an der Stelle einer früheren Holzkirche errichtet und um 1890 erweitert und renoviert.
- Kapelle des hl. Johann von Nepomuk

## Ortsteile
Die Gemeinde besteht aus den Ortsteilen:
- Stará Paka (Altpaka)
- Brdo
- Karlov
- Krsmol
- Roškopov
- Ústí

## Persönlichkeiten
- Josef Gruntzel (1866–1934), Nationalökonom